# Николас Ломбертс
Николас Роберт Кристиан Ломбертс (на фламандски: Nicolas Robert Christian Lombaerts), роден на 20 март 1985 г., е бивш белгийски професионален футболист, централен защитник.

## Клубна кариера

### Брюж
Николас Ломбертс е юноша на Клуб Брюж. Преминава през всички младежки формации на отбора, преди да се премине в Гент.

### Гент
След като се премества в Гент през 2004 г., през сезон 2005 – 06, Ломбертс е титуляр в почти всички мачове през сезон 2005 – 06. Талантът му не остава незабелязан, и през 2006 получава първата си повиквателна за националния отбор, като междувременно учи право, и е твърд титуляр в младежкия национален отбор.

### Зенит Санкт Петербург
През 2007 г. преминава в руския Зенит Санкт Петербург. В началото на 2008 получава тежка контузия, заради която е извън игра над година и половина. Въпреки това обаче, след възстановяването си, Ломбертс отново се превръща в основен защитник. На 29 ноември 2009 г. вкарва победен гол срещу Спартак Москва, с който помага на отбора си да се класира за Шампионската лига.

## Национален отбор
Ломбертс прави дебюта си за националния отбор през май 2006 г., в мач срещу Саудитска Арабия.

## Трофеи

### Зенит
- Шампион на Русия (4): 2007, 2010, 2011/12, 2014/15
- Купа на Русия (1): 2010
- Суперкупа на Русия (2): 2008, 2011
- Купа на УЕФА (1): 2007/08
- Суперкупа на УЕФА (1): 2008